# 御姐百分百
《御姐百分百》是河下水希的日本漫画作品。從2009年32号到2010年7号在《週刊少年Jump》（集英社）連載。

## 故事大綱
國中1年級的落合洸太，是一位极其平凡的國中生。有天由於父親要長期出差，讓他不得不一個人住著。這時，一個叫作萩原夏樹且從未見過的美少女出現，突然就這樣強行住到他的家中。洸太於是開始過著一邊對於夏樹感到麻煩，一邊卻又被毫無戒心的夏樹的美色搞到心跳不已的生活。

## 角色
落合洸太
本作主角、13歳的國中1年生。和父親兩個人一住住著。
有天父親突然要到札幌長期出差，突然出現了一位離家出走的少女夏樹，且她就這樣住到家中。從那之後，就一直被個性天真浪漫、自由奔放、毫無意識地展現美色的夏樹給搞到自己團團轉。
他長的很矮，喜歡班上的班花櫻井奏，但覺得一直不被她看在眼裡。對於什麼事都不擅長的自己，抱著相當的情結、會用態度和行動，告訴夏樹「只要自己努力，什麼都有可能」，於是就這樣逐漸和她和解。於番外篇4年後，長高了不少，同時也搬回原住處，出外吃冰時，再次與夏樹見面。
萩原夏樹
本作女主角。是一個留著黑色長髮、文武全能的巨乳高個子美少女，似乎是17歳的高中2年級生。不過從那裡來，住在什麼樣的家、自己的出身等事情，自己都不打算講。胸罩罩杯是F罩杯。
由於洸太把所吃的冰淇淋分給她的緣故，讓她當天來到了洸太家，並且說出要在身旁照顧他而就這樣住進來。稱呼洸太為「小洸」並且相當愛護他。
她相當擅長料理，戰鬥力也很強，對於糾纏洸太和奏的數個不良少年一次就把他們趕走，由此也能看出夏樹的武鬥技能很強，力氣也頗大。不過弱點是不會游泳。
從有錢到讓人看不出來是從洸太家到高中讀書的高中生以及會穿著女僕裝就這樣在街上走著等事情，簡直可以說是有著讓人想不出來是離家出走的少女的不可思議的存在。對於尋找自己和洸太的追求、都用裝糊塗的態度來加以混過去。再最後一話吻了洸太。於番外篇4年後，再次與洸太見面，頭髮變的有些捲捲的。
從不斷戲弄洸太的有趣情節、鼓勵陷入劣等感的洸太，讓他找到自信等態度來看，可以窺見她對洸太的溫柔和愛情。
萩原千秋
夏樹的妹妹。留著短髮的國中3年級生。因為不把姐姐帶回來就不回家的事情，而住在洸太家。和夏樹不一樣的是完全不會做家事。由於所上的學校是女校，但他無法對男生免疫，無論做什麼都會被洸太碰上。
萩原春紀
夏樹的姐姐、萩原家的長女。年齡20代後半，由於不小心爆出夏樹要和別人政治結婚的消息，讓她因此離家出走。
櫻井奏
洸太的同學。雙馬尾美少女、個性有點傲嬌，在班上是班花的存在。
因為自己表現慾很強，所以對於班上的男學生都圍繞在夏樹身旁的事情以來、就對她相當嫉妒。
在被不良少年糾纏時，因為被意想不到的洸太前來搶救，而開始對洸太產生了感覺。對於常和洸太一起行動的夏樹有了敵意，因此先前沒有注意到自己的心情的變化。於番外篇4年後，被洸太的朋友形容，變的比以前更加漂亮。

## 单行本
| 卷數 | 集英社        | 集英社                 | 東立出版       | 東立出版               | 文化傳信  | 文化傳信               |
| ---- | ------------- | ---------------------- | -------------- | ---------------------- | --------- | ---------------------- |
| 1    | 2009年12月4日 | ISBN 978-4-08-874782-8 | 2010年9月25日  | ISBN 978-986-10-3622-6 | 2011年3月 | ISBN 978-988-8090-00-6 |
| 2    | 2010年2月4日  | ISBN 978-4-08-870002-1 | 2010年10月25日 | ISBN 978-986-11-3623-3 | 2011年4月 | ISBN 978-988-8091-27-0 |
| 3    | 2010年4月2日  | ISBN 978-4-08-870028-1 | 2010年11月17日 | ISBN 978-986-11-3624-0 | 2011年5月 | ISBN 978-988-8091-55-3 |

## 外部連結
- 官方網站（日語）